# 桑寄生
桑寄生（學名：Taxillus chinensis），別稱廣寄生、老式寄生、桑上寄生、梧州寄生茶、苦楝寄生、桃樹寄生、松寄生、寓木、宛童、寄屑、姬生等，為桑寄生科鈍果寄生屬常綠寄生小灌木植物。桑寄生的種子因鳥進食後不易消化而排泄於樹上得以傳播。

## 分佈
分佈於中國、泰國、越南、馬來西亞、柬埔寨、寮國、菲律賓、印尼加里曼丹等地。中國國內分佈於 廣東、香港、廣西、福建、雲南及浙江等省份，模式標本採自於 廣東廣州市。多生長於海拔20－400米的平原或低山常綠闊葉林之中，寄生於70多種植物之上，如：桑樹、榕樹、桃樹、李樹、楊桃、龍眼、荔枝、油桐、油茶、木棉、橡膠樹、馬尾松及水松等植物之上。

## 性味功效
味苦、甘，性平。歸肝、腎經。
具補肝腎、祛風濕、強筋骨、安胎等功效。

## 形態特徵
桑寄生是一種常綠寄生小灌木植物，高約0.5－1米。莖枝圓柱形；嫩枝及葉密披鏽色星狀絨毛，有時具疏生疊生星狀毛，稍後絨毛呈粉狀脫落，枝葉變無毛；小枝灰褐色，具小皮孔。葉卵形至長卵形，厚紙質，對生或近對生，頂端圓鈍，基部闊楔形或楔形，全緣，長約2.5－7厘米，寬約1.5－4厘米；側脈4－5對，明顯；葉柄長約5－12毫米。花為傘形花序，1－2個腋生或生於已落葉的小枝腋部 ，具花1－2朵，常見為2朵；花兩性；花及花序披星狀毛，總花梗長約2－5毫米；花梗長約5－7毫米；苞片鱗片狀，長約0.5毫米；花托卵球形或橢圓形，長約2毫米；副萼環狀；花冠花蕾時狹管狀，褐色，稍彎，頂部卵球形，4裂，下半部膨脹，長約2－2.7厘米；裂片匙形，反折，長約4－6毫米；雄蕊長於裂片上；花絲比花藥短三分之二，長約1毫米；花藥藥室具橫隔，長約3毫米；花盤環狀；花柱線狀；柱頭球狀。果為漿果，橢圓形或近球形，成熟時淺黃色，果皮密生紅色小瘤體，披疏毛，長約6－10毫米，寬約5－6毫米。

## 醫藥用途
桑寄生的帶葉莖枝入藥，藥材主產於雲南、廣東、廣西及福建等地。中藥名為桑寄生， 藥用之名始載於《神農本草經》，列為上品，歷代本草多有著錄，主治腰膝酸痛、小兒背部僵直、肝腎不足之風濕痺痛、肢體偏枯、頭昏目眩、崩漏下血、胎動不安、皮膚或皮下組織代膿性炎症、堅固牙齒、防止脫髮、補養皮膚等，現代藥理表明，桑寄生具有降血壓、抗微生物、抗病毒、抗菌、抗氧化、利尿、擴張冠狀動脈、增加冠狀動脈血流量等作用，臨床應用於心絞痛、心律失常、冠心病、高血壓、妊娠虛腫、產後乳汁不下等治療上 。
故可用治營血虧虛、肝腎不足之風濕痹痛，腰膝酸軟，筋骨無力等證。對肝腎不足之痹痛尤為適宜，常與獨活、秦艽、桂枝及杜仲、當歸等藥同用，如獨活寄生湯。

## 藥材鑑定
本品乾燥的帶葉莖枝入藥，常寄生於桑樹之上，於冬季至次春採收，除去粗莖後切段，乾燥或蒸後乾燥；莖枝呈圓柱形，質硬，表面灰褐色或棕褐色至紅褐色，具縱向細縱紋，並有多數細小的棕色突起狀皮孔，嫩枝有的可見棕褐色絨毛，長約3－4厘米，直徑約0.2－1厘米；質地堅硬，折斷面不整齊，斷面的皮部紅棕色，木部淺紅色，髓心小，色較深；葉片多已脫落，多為捲曲，展平後呈卵形或卵圓形，頂端圓鈍，基部闊楔形或楔形，革質，表面黃褐色或暗綠色，全緣，具短柄，長約3－8厘米，寬約2－5厘米；幼葉披細絨毛；花果少見，破碎或易脫落；氣微，味淡微澀。本品種載錄於《中國藥典》2005年版，定為中藥桑寄生法定原植物來源種，主要透過薄層色譜法鑑別，以控制藥材的質量。傳統經驗則認為以枝條幼嫩，色紅褐；葉多，葉青綠色為佳。
據本草考證，由於古代的桑寄生原植物來源較為複雜，除本種作為桑寄生入藥之外，還有同屬的其他植物，如梨果寄生屬（Scurrula）及槲生屬（Viscum）等植物，目前民間使用的品種主要還有四川桑寄生（Taxillus sutchueqensis）、毛葉鈍果寄生（Taxillus nigrans）、紅花桑寄生（Scurrula parasitica）、離瓣寄生（Helixanthera parasitica）、鞘花寄生（Macrosoler cochinchinensis）。而同科植物槲寄生 （Viscum coloratum）的帶葉莖枝，同載錄於《中國藥典》之內，二者臨床處方時常被簡稱作寄生，故應用時需小心甄別。

## 醫藥典故
相傳古時江南有一位姓趙的大財主，育有四名兒女，有一年，趙財主最疼惜的小兒子患上嚴重風濕症，初時只為腰酸膝痛，行動不便，後來嚴重至臥床不起。趙財主尋覓多位醫師診治，亦未能治好。趙財主聽說離家十幾里處的南山，住有一位老藥農善治此症，於是趙財主親自前往南山拜訪老藥農請他回家治小兒的病，老藥農診斷後說：「這病拖得太久了，我先開些藥吃吃看，如有反應就還有得治。」，趙財主聽後謝過老藥農，由於南山距離趙財主的家路途遙遠，而老藥農亦年老，於是趙財主叫了一位剛來的小長工，每隔2天往南山老藥農處取藥。日子飛逝而過，轉眼間隆冬到來下起了大雪，趙財主小兒的病亦沒有太大好轉，即使在這種惡劣天氣之下小長工仍得往十幾里老藥農處取藥。一天，小長工踏著一尺厚的積雪出門，他衣物單薄凍得發抖，徘徊於村外，但他清楚完成不了這差事取不了藥回去，他就會被解僱，小長工行至一處積雪較淺的空地時，稍為停步拍拍身上的積雪，此時他發現路旁一顆老桑樹上的空洞裡長著一些小樹枝條，很像財主兒子吃的藥，而這些小樹枝條長於桑樹之上應該不會有毒，他心想財主兒子吃了那麼久藥也沒有好轉，就把桑樹上的小枝條冒充草藥帶回去。於是，他爬上桑樹上折了幾根小樹枝帶回家用刀切成小段，用紙包好，看上去與平日取的草藥差不多，待時間相約後就回到財主家中，侍候的人照常煎藥給財主的小兒服用。而小長工見沒被發現，便以後每隔兩天就往折桑樹上的小枝冒充草藥，而沒有往老藥農處取藥。隆冬過後財主小兒的病竟然好了，如是趙財主派人往答謝老藥農。老藥農聽後覺得奇怪，心想已足足一整季沒有開過藥給財主，老藥農決定親自下山往財主家看個究竟。老藥農剛要進趙財主家門時碰到了小長工，小長工怕老藥農會把這事告知財主，於是把老藥農拉到一旁一五一十地把事情經過告訴了他，並央求老藥農為求保密，老藥農叫小長工帶他去看看那棵樹。老藥農發現老桑樹上的空洞長了一種葉子像槐樹一樣的植物，便折了些回去給幾位患風濕的患者試用，果然效果明顯，老藥農因這些枝條長在桑樹之上，便給它取名為桑寄生。
相傳古時有一位世代於黃河流域務農的農夫，他姓姬名生，晚年因操勞辛勤及風寒所襲，患上腰腿疼痛，而因家貧如洗沒錢治療，幾乎喪失了勞動力。一天，他在田間幹活之後，累得連回家的氣力也沒有，心想乾脆橫死荒野了事，於是就棲身於許多藤枝纏繞的桑樹之間。他一覺醒來已是日落西山，發覺周身汗出，患病多年的腰腿疼痛明顯減輕了。自此他每天幹活之後，都躺在這些藤枝之上休息，久而久之，他的腰腿疼痛痊癒了，並且幹活也來了力氣。他痊癒的消息很快在鄉親之傳開，不少患有腰腿疼痛的患者前來詢問，後來有些患者如法套用，亦有些患者採摘藤枝煎湯服用，用後患者都有明顯改善。人們為紀念這些藤枝的發現者，就叫它為姬生，又因這些藤枝大都寄生在桑樹之上，人們就稱它為桑寄生。

## 化學成份
桑寄生主要含桑寄生毒蛋白、桑寄生凝集素、黃酮類化合物等化學成分組成，主耍活性成份為桑寄生毒蛋白 、桑寄生凝集素及黃酮類化合物，如萹蓄苷(avicularin) 、槲皮素(quercetin)、槲皮苷 (quercitrin)、d－兒茶素(d-catechin)等。當中的萹蓄苷為降血壓及利尿的有效成分。
由於桑寄生也寄生於多種植物之上，因寄主不同，寄生植物本身的物質代謝影響亦不同，使當中的化學成份各異，如寄生於馬桑（Coriaria nepalensis）之上的桑寄生，含有倍半萜內酯類成分，如馬桑寧(corianin)、 馬桑毒素(coriamyrtin)、羥基馬桑毒素(tutin)、馬桑亭(coriatin)等，但馬桑含有毒性，寄生其上的桑寄生不可藥用，誤用可引致驚厥，嚴重可致休克死亡。

## 外部連結
- 桑寄生 Sangjisheng （页面存档备份，存于） 藥用植物圖像數據庫 (香港浸會大學中醫藥學院) （中文）（英文）
- 桑寄生 中藥材圖像數據庫  (香港浸會大學中醫藥學院) （中文）（英文）
- 桑寄生 Sang Ji Sheng （页面存档备份，存于） 中藥標本數據庫 (香港浸會大學中醫藥學院) （繁體中文）（英文）
- 桑寄生物種相冊中國自然標本館
- Taxillus chinensis (DC.) Danser[永久]香港植物標本室
- 廣寄生 （页面存档备份，存于）樹木谷
- 桑寄生意古中醫

## 延伸阅读
[在维基数据编辑]
 《欽定古今圖書集成·博物彙編·草木典·桑上寄生部》，出自陈梦雷《古今圖書集成》
 《植物名實圖考·桑上寄生》，出自吳其濬《植物名實圖考》